# Nanyang Polytechnic

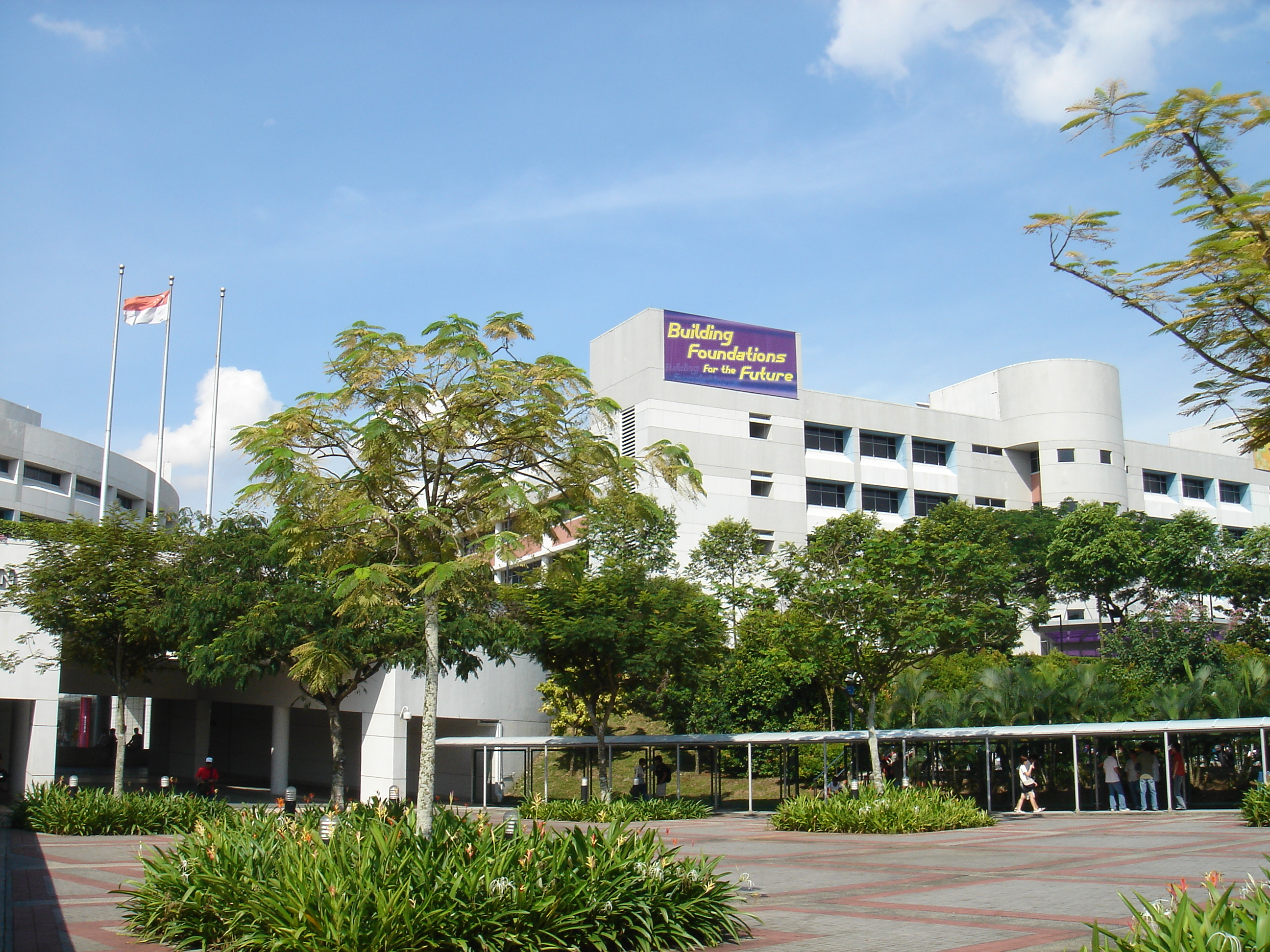
Nanyang Polytechnic

Das Nanyang Polytechnic (Abkürzung: NYP) ist ein Polytechnikum im Bezirk Yio Chu Kang in der Stadt Ang Mo Kio, Singapur. Als industrienahe Alternative zu einer breiter angelegten Junior College-Ausbildung werden in Singapur polytechnische Absolventen gesucht oder viele absolvieren weiter ein Hochschulstudium. Im Gegensatz zu den Fachhochschulen in den Vereinigten Staaten und im Vereinigten Königreich nehmen die Fachhochschulen in Singapur die Mehrheit ihrer Schüler nach der Sekundarschule auf, das heißt nach 10 Jahren formaler Bildung. Diplome in einer spezialisierten Studienrichtung, zum Beispiel Biomedical Science, werden nach Abschluss von 3 Studienjahren verliehen.

## Geschichte
Die Nanyang Polytechnic wurde am 1. April 1992 gegründet und schrieb im Juli 1992 ihre ersten Studenten an der School of Health Sciences und der School of Business Management ein. Die School of Engineering und die School of Information Technology wurden im Juli 1993 eröffnet.
Das Französisch-Singapurische Institut, das Deutsch-Singapurische Institut und das Japan-Singapurische Institut wurden im Februar 1993 vom Economic Development Board an die Polytechnic übertragen.
Es operierte ursprünglich von fünf temporären Campussen (Bukit Merah: School of Business; Jurong: School of Engineering; Outram: School of Nursing; Tiong Bahru: School of Business; Yishun: School of Engineering, School of Information Technology), bevor es zu seinem festen Standort wechselte Heimat in Ang Mo Kio im April 1998. Mit der Eröffnung wurde die Buslinie 72 von Yio Chu Kang nach Tampines eingeführt.
Im April 2021 wurde die School of Chemical and Life Sciences (SCL) in School of Applied Science umbenannt. Im selben Jahr wurden die School of Design und die School of Interactive & Digital Media zur School of Design & Media zusammengelegt.

## Campus
Auf 30,5 ha Fläche liegt die Nanyang Polytechnic neben der MRT-Station Yio Chu Kang. Die Institution beherbergt 14 Verwaltungsblöcke, drei Blöcke für Freizeit- und Studentenentwicklungszwecke und drei Blöcke für Personalunterkünfte. Der Campus ist einem innerstädtischen Konzept nachempfunden, um den Komfort einer in sich geschlossenen „Lehr- und Lernstadt“ zu bieten. Zu den Einrichtungen gehören eine voll computergestützte Bibliothek, Labore, ein Theater für die Künste und ein Auditorium. Einzelhandelsgeschäfte auf dem Campus bieten eine Vielzahl von akademischen Artikeln sowie anderen Freizeitartikeln an.

## Schulen
- School of Applied Science (SAS)
- School of Business Management (SBM)
- School of Design & Media (SDM)
- School of Engineering (SEG)
- School of Health & Social Sciences (SHSS)
- School of Information Technology (SIT)